# Vadu Moldovei (gmina)
Vadu Moldovei – gmina w Rumunii, w okręgu Suczawa. Obejmuje miejscowości Cămârzani, Ciumulești, Dumbrăvița, Ioneasa, Mesteceni, Movileni, Nigotești i Vadu Moldovei. W 2011 roku liczyła 3993 mieszkańców.